# Homodislexia
La homodislexia es una afección hereditaria recesiva ligada al sexo. 

Las enfermedades ligadas al sexo se heredan a través de los cromosomas sexuales X o Y. Las afecciones hereditarias autosómicas se heredan a través de los cromosomas no sexuales (autosomas), pares 1 a 22. La herencia dominante ocurre cuando un gen anormal de uno de los padres es capaz de provocar la enfermedad, así el gen compatible del otro padre sea normal. El gen anormal domina el resultado del par de genes. La herencia recesiva ocurre cuando ambos genes del par deben ser anormales para producir la enfermedad. Si sólo un gen del par es anormal, la enfermedad no se manifiesta o su manifestación es muy leve; sin embargo, la predisposición genética a la enfermedad se puede transmitir a los hijos. 
En general, el término "recesivo ligado al sexo" se refiere al caso más específico de recesivo ligado al cromosoma X. Como resultado, muy pocas mujeres son homodisléxicas, mientras que aproximadamente 1 de cada 10 hombres sufren algún grado de homodislexia. Hay igualmente algunas formas de homodislexia que se pueden adquirir en el momento de nacer; la más común de estas formas es causada por un medicamento para la artritis reumatoide llamado hidroxicloroquina.
La forma más seria de homodislexia es la acromatopsia.